# نورت لیدز (ویسکانسین)
نورت لیدز (به انگلیسی: North Leeds) یک منطقهٔ مسکونی در ایالات متحده آمریکا است که در شهرستان کلمبیا، ویسکانسین واقع شده‌است. نورت لیدز ۳۲۸٫۸۸ متر بالاتر از سطح دریا واقع شده‌است.